# Philodendron squamicaule
Philodendron squamicaule är en kallaväxtart som beskrevs av Thomas Bernard Croat och Michael Howard Grayum. Philodendron squamicaule ingår i släktet Philodendron och familjen kallaväxter. Inga underarter finns listade.